# Indiens skjulte apartheit
Indiens skjulte apartheit er en dansk dokumentarfilm fra 2000.

## Handling
Denne artikel mangler et handlingsreferat. Hjælp os med at skrive det.